# Zum Blauen Bock
Zum Blauen Bock was een populair 90 minuten durend showprogramma van de Duitse televisiezender Hessischer Rundfunk, gepresenteerd door Otto Höpfner en later door Heinz Schenk.
De show Zum Blauen Bock werd voor de Funkausstellung 1957 in Frankfurt am Main ontwikkeld. Het voorstel om een Äppelwoi-schenklokaal na te maken, kwam van de intendant van de HR Eberhard Beckmann. De eerste uitzending startte in augustus 1957, verdere acht uitzendingen werden uitgezonden tijdens de volgende dagen van de expositie. Vanaf november 1957 werd de populaire show elke zes weken uitgezonden in het reguliere programma.

## Het concept
In het lokaal stonden tafels met zitbanken, waarop gasten plaatsnamen, waaromheen ongeveer 2 meter hoge coulissen stonden opgesteld, die vakwerkhuizen voorstelden. Voor de muzikale en mondelinge bijdragen werden artiesten uitgenodigd, die werden begeleid door het dansorkest van Hans Schepior en zijn solisten. Ook werden er sketches gespeeld, waaraan ook Heinz Schenk meewerkte en gesprekken met gasten, waaronder de burgemeester en prominente persoonlijkheden van de stad.
Een bijzonderheid van het programma was, dat de productie niet tot een vaste plaats beperkt werd, maar overwegend in meerdere Hessische steden werd geproduceerd. Soms werden uitzendingen ook buiten Hessen geproduceerd, deels ook in het buitenland. Binnen Hessen werden niet alleen grote steden, maar ook kleine steden bezocht. De eerste vereiste was echter wel, dat er een geschikte locatie beschikbaar was.
Ieder jaar werd met carnaval een speciaal carnavals-programma in grotere zalen uitgezonden, dat veel omvattender was dan de regulaire uitzending. Tijdens de langere tijdsduur van de uitzending werden steeds weer actuele thema's aangehaald, die met dans, sketches en liederen werden gepersifleerd. In 1974 werd een persiflage opgenomen van de populaire sciencefiction-serie Raumschiff Enterprise met Heinz Schenk als James T. Kirk en Reno Nonsens als Spock.

## Otto Höpfner
Van 1957 tot 1966 was Otto Höpfner met 74 uitzendingen de presentator en gastheer van het programma Zum Blauen Bock. Naar aanleiding van een ruzie betreffende zijn honorarium met de HR wisselde Otto Höpfner aan het begin van 1966 eerst naar de tv-zender WDR en daarna naar het ZDF, waar hij een soortgelijk programma mocht presenteren. De programmadirecteur van de HR Hans-Otto Grünefeldt was van mening, dat hij vrij was om te vertrekken en overhandigde hem tijdens de laatste uitzending persoonlijk een Bembel (zie foto) als afscheidscadeau.

## Heinz Schenk en Lia Wöhr
Vanaf 1966 tot 1987 werd Heinz Schenk met 134 uitzendingen de nieuwe presentator en gastheer. Schenk wilde niet in de voetsporen van Otto Höpfner treden en besloot derhalve, niet als kastelein op te treden, maar vroeg aan Lia Wöhr of ze zijn sketchpartner zijn wilde. Terwijl Otto Höpfner vrij boers optrad en soms een gast een schouderklopje gaf, was Schenk meer een perfectionist, ook in zijn samenwerking met Reno Nonsens en Lia Wöhr. In 1968 werd hij derhalve door Wöhr tot bedrijfsleider benoemd. Zijn witte jacket veranderde in een klederdrachtkostuum. Martin Jente was de producent, die in 1967 werd opgevolgd door Lia Wöhr. Indien een gesprek met een gast moest worden beëindigd, werd een Bembel uitgereikt.
Schenk werkte sinds langere tijd samen met componist en dirigent Franz Grothe. Beiden hechtten er veel muzikale waarde aan om belangrijke opera- en operettezangers in de uitzending te mogen begroeten, waardoor een groot deel van hun succes werd bepaald. De toenmalige dirigent Hans Schepior bleef voor het programma behouden als pianist en werd steeds door Schenk persoonlijk begroet. Na het overlijden van Franz Grothe nam Rolf-Hans Müller de muzikale leiding van het programma voor zijn rekening.
Schenk schreef zelf veel teksten, waarbij het vooral ging om door hem zelf gezongen liederen, zodat hij zichzelf uit het programma kon halen bij tijdgebrek, want een live-namiddagprogramma was toentertijd gebonden aan een streng tijdpatroon. Ook schreef hij liederen voor de gasten, die in een duet met Schenk ten gehore werden gebracht. Sommige zangstukken werden vooraf opgenomen en tijdens de uitzending als playback afgespeeld.
Een tijd lang traden het Günter Kallmann Chor en het Botho Lucas Chor op als achtergrondzangers met eigen nummers. Aan het eind van elke uitzending traden alle deelnemende artiesten op in een grote finale met een gezamenlijk slotlied met een bepaald motto.
Nadat Höpfner was gestopt met Zum Blauen Bock, werd er gevreesd voor beëindiging van de uitzending, maar de populariteit onder Schenk steeg tot ongekende hoogten. Tot 20 miljoen mensen bekeken het programma met regelmaat, hetgeen terug te voeren was op de technisch perfecte presentatie van het trio Heinz Schenk, Lia Wöhr en Reno Nonsens met zowel de muziekkeuze als de keuze van de artiesten. Bijna alle bekende zangers van de Duitse volksmuziek waren ten minste eenmaal vertegenwoordigd in Zum Blauen Bock. Het Medium-Terzett had met 30 optredens het record.
Tijdens de Funkausstellung 1967 in Berlijn werd Zum Blauen Bock als eerste uitzending van de HR in kleur uitgezonden. Vanaf 1982 werd de show op zaterdagavond uitgezonden. Op 19 december 1987, kort na het 30-jarig bestaansfeest van de HR, vond de laatste uitzending in de Frankfurter Festhalle plaats. Heinz Schenk gaf als reden zijn leeftijd aan.